# Чарджоуська область
Чарджоуська область — адміністративна одиниця на території Туркменської РСР, що існувала в 1939—1963 і 1970—1992 роках. У 1992 році на території області утворено Лебапський велаят.
Площа — 93,8 тис. км ². Населення — 698 тис. чол. (1987 рік), у тому числі міське — 46 %. Адміністративно складалася з 12 районів, включала 2 міста, 21 смт (1987).
Адміністративний центр — місто Чарджоу.
Велика частина території зайнята пустелею Каракуми, на південному сході — відроги Гиссарського хребта.

## Адміністративний поділ
Область створена Указом Президії Верховної Ради СРСР від 21 листопада 1939 року. 
У 1939 році область ділилася на 15 районів: Бурдаликский, Дейнауский, Кагановіческий, Карабекаульський, Карлюкский, Керкінский, Кизил-Аякский, Молотовський, Сакарский, Саятский, Фарабский, Халачский, Ходжамбаский, Чарджоуский і Чаршангінский. 
У 1943 Бурдаликский, Карлюкский, Керкінский, Кизил-Аякский, Халачский, Ходжамбасский і Чаршангінский райони відійшли до Керкінскої області. У 1944 з Ташаузскої області в Чарджоуску був переданий Дарган-Атинський район. У 1947 Керкінская область з 7 районами була приєднана до Чарджоуської. У 1951 скасований Карлюкский район, в 1955 - Бурдаликский, в 1956 - Кагановіческий і Сакарский. Тоді ж утворений Куйбишевський район. Через рік Молотовський район перейменований в Московський. У 1959 скасований Кизил-Аякский район. У 1963 область скасована. Одночасно скасовані Дарган-Атинський, Карабекаульський, Куйбишевський, Московський, Фарабский, Халачский і Чаршангінский райони. Решта районів передані в республіканське підпорядкування. 
У 1970, коли область була відновлена, вона ділилася на Дарган-Атинський, Дейнауский, Карабекаульський, Керкінский, Саятский, Фарабский, Ходжамбаский, Чарджоуский і Чаршангінский райони. У 1975 утворені Достлукский, Сакарский і Халачский райони (перші два з них скасовані у 1988 році). 

## Природа
Клімат - різко континентальний. Головна річка - Амудар'я. Розташований Репетекський заповідник, Амударьінскій заповідник. 

## Населення
У 1939 році в області проживало 252,9 тис. чол. У тому числі туркмени - 57,7%; росіяни - 18,9%; узбеки - 14,3%; татари - 2,6%; українці - 1,7%; казахи - 1,4%. До 1987 року населення зросло до 698 тис. чол. 

## Економіка
- Видобуток природного газу, калійних солей, сірки.
- Розвинена легка (бавовноочисна, по первинній обробці каракульських шкурок, вовнопрядильна, шовкоткацька, швейна, взуттєва, трикотажна, килимоткацька), харчосмакова (у тому числі маслоробна), хімічна (виробництво суперфосфату, калійних добрив та іншого), нафтопереробна галузі промисловості, металообробка (в тому числі судноремонт).

Основні промислові підприємства - у містах Чарджоу, Гаурдак, Керки. 
- Основа сільського господарства - поливне землеробство (Каракумський канал). Понад 2/3 посівної площі під бавовником. Також сіють люцерну, зернові (кукурудза, джугара, ячмінь та інші). Бахчеводство (дині, кавуни). Плодівництво. Виноградарство. Заготівля і переробка солодкового (лакричного) кореня. Каракулівництво. Важливий район шовківництва.
- Судноплавство по річці Амудар'я, по каналу (Каракумський канал).